# 木殺し
木殺し（きごろし）は、木材の継手や仕口において、ほぞを叩いて圧縮させる木工技術である。
木材の継手や仕口においては、接合を強固にするために、ほぞ穴に比してほぞを大きめに作って嵌め合わせる。そのため、ほぞ組みなどの際には、ほぞを金鎚の一種である玄翁（げんのう）で叩くことで圧縮させて、組みやすくする。ほぞは組んだ後で木の復元力によって再び膨らみ、接合力が強化される。叩きすぎるとほぞが割れることがあるので注意が必要である。
また、玄翁の打面の一方は、木材の表面に傷を付けないように、丸みを帯びた形状とされている。この面は、釘を打つ際の打ち終わりや木殺しの際に使用するため、木殺しや木殺し面と呼ばれる。